# Azurkronad smaragd
Azurkronad smaragd (Saucerottia cyanocephala) är en fågel i familjen kolibrier.

## Utseende och läte
Azurkronad smaragd är en medelstor kolibri med rätt färglöst utseende, trots namnet. Typiskt är vitt på strupe och bröst kontrasterande med som en sotfärgad väst liksom sotbrunt på övergump och stjärt. Hjässan och huvudsidan är blå, med en vit fläck bakom ögat och lite rött längst in på näbben. Lätet består av serier med vassa "chup".

## Utbredning och systematik
Arten delas in i två distinkta underarter med följande utbredning:
- Saucerottia cyanocephala cyanocephala – förekommer från sydöstra Mexiko till norra och centrala Nicaragua
- Saucerottia cyanocephala chlorostephana – förekommer på Mosquitokusten i östra Honduras och i nordöstra Nicaragua

### Släktestillhörighet
Arten placeras traditionellt i släktet Amazilia, men genetiska studier visar att arterna i släktet inte står varandra närmast. Den har därför flyttats till släktet Saucerottia.

## Levnadssätt
Azurkronad smaragd hittas i skogslandskap med tall och ek liksom i tilliggande buskiga öppna områden. Den påträffas även lokalt i låglänt tallsavann.

## Status
Azurkronad smaragd har ett stort utbredningsområde med en uppskattad världspopulation i storleksordningen en halv miljon till fem miljoner vuxna individer. Beståndets utveckling är oklar. IUCN kategoriserar arten som livskraftig.